# Иванов, Александр Петрович (Герой Советского Союза)
Александр Петрович Иванов (1919—1996) — советский офицер, танкист, участник Великой Отечественной войны, Герой Советского Союза (1944). Гвардии Капитан Рабоче-крестьянской Красной армии.
В годы Великой Отечественной войны окончил Орловское танковое училище и прошёл путь от командира танкового взвода до заместителя командира танкового батальона 44-й гвардейской танковой бригады, (11-го гвардейского танкового корпуса). Отличился во время освобождения Львовской области Украинской ССР и Польши.

## Биография
Александр Иванов родился 12 сентября 1919 года в деревне Елемцы (ныне — Лужский район Ленинградской области). Учился в Шильцевской начальной школе. После окончания восьми классов школы (ныне средняя общеобразовательная школа № 2 города Луги) и школы фабрично-заводского ученичества работал  в таксомоторном парке № 1 Ленинграда.
В 1939 году Иванов был призван на службу в Рабоче-крестьянскую Красную Армию. В мае 1941 года он окончил Орловское танковое училище. С июня того же года — на фронтах Великой Отечественной войны.
В январе 1942 года командир танкового взвода 2-го танкового батальона 14-й танковой бригады лейтенант А. П. Иванов водил свой взвод в две танковые атаки. В бою действовал смело и решительно, уничтожив огнём и гусеницами своего танка до взвода пехоты противника, подавил два противотанковых орудия и несколько огневых точек. За этот эпизод был награждён первым орденом Красной Звезды (13 февраля 1942). 25 января был легко ранен.
В июле 1942 года экипаж командира танковой роты Т-34 441-го танкового батальона 110-й танковой бригады старшего лейтенанта А. П. Иванова в боях за город Воронеж уничтожил 4 немецких танка. По воспоминаниям А. П. Иванова, «танкисты 110-й бригады совместно с другими войсками, неся тяжёлые потери, продолжали сдерживать врага, а в отдельных боях и контратаковали его. В те дни я командовал танковой ротой в 3-м батальоне капитана Юрченко. Бои не утихали с утра до вечера. Руководство боем осуществлялось заранее отданным приказом, а в бою — личным примером командира роты, так как радиостанций на танках в то время было мало. Экипажи мужественно выполняли свой ратный долг». 6 июля был тяжело ранен осколком. За проявленное мужество и героизм награждён орденом Ленина (13 сентября 1942).
Участвуя в наступательных боях с 24 декабря 1943 по 15 января 1944 года, офицер связи штаба 44-й гвардейской танковой бригады гвардии капитан А. П. Иванов был легко ранен в результате авиаудара противника, однако остался в строю и помогал командирам батальонов в организации и ведения боя. За эту помощь начальник штаба представил офицера связи к ордену Красной Звезды (награждён 23 сентября 1944).
К июлю 1944 года гвардии капитан Александр Иванов был заместителем командира танкового батальона 44-й гвардейской танковой бригады 11-го гвардейского танкового корпуса 1-й гвардейской танковой армии 1-го Украинского фронта. Отличился во время освобождения Львовской области Украинской ССР и Польши.
17-18 июля 1944 года Иванов, находясь в передовых частях бригады, вышел к Государственной границе СССР. Переправившись через Западный Буг, он принял активное участие в освобождении железнодорожной станции Клусув (ныне — в черте Червонограда), где уничтожил две бронеплощадки и в 8-ми местах взорвал железнодорожное полотно. 18 июля его отряд из трёх танков отразил контратаку 10 танков противника, уничтожив при этом два танка Т-6, танк Т-4, а также два орудия и до 60 солдат и офицеров противника. Своими действиями отряд Иванова обеспечил успешное форсирование реки Западный Буг основными силами. Во время форсировании Сана и Вислы и боях за освобождение Пшемысля он заменил собой выбывшего из строя командира батальона и успешно руководил его действиями. В боях на Сандомирском плацдарме Иванов получил тяжёлое ранение с ампутацией нижней конечности.
Указом Президиума Верховного Совета СССР от 23 сентября 1944 года гвардии капитан Александр Иванов был удостоен высокого звания Героя Советского Союза с вручением ордена Ленина и медали «Золотая Звезда».
Всего за годы войны гвардии капитан Иванов был дважды легко ранен и дважды тяжело ранен, потерял ногу.
В 1945 году Иванов был уволен в запас. Проживал в Ленинграде, с февраля 1946 года работал на автотранспорте в "Главзапстрое", позже работал секретарём партийной организации автомобильного треста «Запстройтранс».
Умер 29 ноября 1996 года в Санкт-Петербурге. Похоронен на Большеохтинском кладбище.

## Награды и звания
Советские государственные награды и звания:
- Герой Советского Союза (23 сентября 1944[6]);
- два ордена Ленина (13 сентября 1942[4], 23 сентября 1944);
- орден Октябрьской Революции;
- орден Отечественной войны I степени (6 апреля 1985[9]);
- два ордена Красной Звезды (13 февраля 1942[3], 8 мая 1944[3]);
- медали.

Почётный гражданин г. Пшемысль (Польша) и Червоноград (Украина).

## Семья
Дочь — Любовь Александровна Вылкост и внук Иванова А.П. - Артур Александрович Вылкост , принимали участие 5 мая 2015 года, в День городов Воинской славы, в торжественной церемонии  присвоения средней общеобразовательной школе № 2 города Луги Почётного звания имени Героя Советского Союза А. П. Иванова.

## Память
5 мая 2015 года средней школе № 2 г. Луги присвоено имя Героя Советского Союза Иванова Александра Петровича. В школьном музее представлены личные вещи, подаренные родственниками, а также архивный материал об Александре Петровиче.